# Norma Beecroft
Norma Marian Beecroft (* 11. April 1934 in Oshawa/Ontario; † 19. Oktober 2024) war eine kanadische Komponistin.

## Leben
Die Tochter von Julian Balfour Beecroft, einem Pionier der Tonbandmusik, und Eleanor Beecroft, einer in Musik und Tanz ausgebildeten Schauspielerin, hatte ersten Klavierunterricht bei Aladar Ecsedy, den sie von 1952 bis 1958 am Royal Conservatory of Music bei Gordon Hallett und Weldon Kilburn fortsetzte. Zugleich studierte sie Komposition bei John Weinzweig und nahm 1957 bis 1958 Flötenunterricht bei Keith Girard.
Ihren Kompositionsunterricht setzte sie mit Sommerkursen im Jahr 1958 am Berkshire Music Center in Tanglewood bei Aaron Copland und Lukas Foss und 1959 bis 1961 an der Accademia Santa Cecilia in Rom bei Goffredo Petrassi fort. Daneben nahm sie in Rom privaten Flötenunterricht bei Severino Gazzelloni und war bei den Darmstädter Ferienkursen 1960 und 1961 Schülerin von Bruno Maderna. 1962 bis 1963 besuchte sie die Klasse für elektronische Musik von Myron Schaeffer an der Universität Montreal. 1964 arbeitete sie mit Mario Davidovsky am Columbia-Princeton Electronic Music Center in New York.
Von 1954 bis 1959 arbeitete Beecroft als Assistentin für das Musikprogramm des CBC Fernsehens. Nach ihrer Rückkehr aus Europa kam sie erneut zur CBC, wo sie zuletzt als Produzentin von Rundfunkserien wie Music of Today, Organists in Recital und From the Age of Elegance wirkte. Nach ihrem Ausscheiden als Produzentin 1969 moderierte sie die Sendereihe Music of Today. Als freiberufliche Produzentin veröffentlichte sie 1976 die Dokumentation The Computer in Music, außerdem Porträts von John Weinzweig, Barbara Pentland, Harry Somers, Jean Coulthard, Bruce Mather, Harry Freedman, Gilles Tremblay, Murray Adaskin und Violet Archer.
1956 bis 1957 war Beecroft Präsidentin der Canadian Music Associates. 1971 war sie neben Robert Aitken Gründerin der New Music Concerts, deren Präsidentin und Managerin sie bis 1989 war. An der York University unterrichtete sie von 1984 bis 1987 elektronische Musik und Komposition. An der Universität Montreal und der York University gab sie Gastvorlesungen über Neue Musik.
Beecroft komponierte überwiegend kammermusikalische Werke, häufig unter Verwendung von Tonband oder elektroakustischen Instrumenten. An mehreren ihrer Werke war ihre Schwester, die Lyrikerin und Malerin Jane Beecroft, als Textautorin oder Übersetzerin beteiligt.

## Schriften
- Electronic Music in Toronto and Canada in the Analogue Era. In: Audio Engineering Society (AES). 27. Januar 2009, abgerufen am 4. August 2023 (englisch).
- Conversations with post World War II pioneers of electronic music. Canadian Music Centre, Toronto 2018, ISBN 978-1-9994855-0-4 (englisch).

## Werke
- The Hollow Men, 1956
- Fantasy for Strings, 1958
- Two Movements, 1958
- Improvvisazioni Concertanti No. 1 für Flöte und Orchester, 1961
- From Dreams of Brass für Sopran, Erzähler, gemischten Chor, Orchester und Tonband, (Text: Jane Beecroft), 1963–1964
- Pièce Concertante No. 1, 1966
- Improvvisazioni Concertanti No. 2, 1971
- Improvvisazioni Concertanti No. 3 für Flöte und Orchester, 1973
- Jeu de Bach für Oboe, Piccoloflöte, Trompete, Streicher und Tonband, 1985
- Esprit Eternel für Schlagzeug, Klavier, Harde, Streicher und Tonband, 1994
- Tre Pezzi Brevi für Harde, Gitarre oder Klavier, 1960–1961
- Contrasts for Six Performers für Oboe, Viola, Xylorimba, Vibraphon, Schlagzeug und Harfe, 1962
- Elegy und Two Went to Sleep für Sopran, Schlagzeug und Tonband, 1967
- Undersea Fantasy, Puppenspiel, für Tonband, 1967
- Rasas I für Flöte, Harfe, Streichtrio, Schlagzeug und Klavier 1968
- The Living Flame of Love für gemischten Chor, 1968
- Rasas II und Rasas III für Solist, Kammerensemble und Tonband, 1973
- Three Impressions, 1973
- 11 and 7 for 5+ für Bläserquintett und Tonband, 1975
- Piece for Bob für Flöte und Tonband, 1975
- Collage '76 für Flöte, Oboe, Horn, Cello, Kontrabass, drei Schlagzeuge, Harfe, Klavier und Tonband, 1976
- Consequences for Five für Klavier, Synthesizer und Liveelektronik 1977
- Collage '78 für Fagott, zwei Schlagzeuge und Tonband, 1978
- Quaprice für Horn, Schlagzeug und Tonband, 1980
- Cantorum Vitae für Flöte, Cello, zwei Klaviere, Schlagzeug und Tonband 1981
- Troissonts für Viola und zwei Schlagzeuge, 1981
- Hedda Ballett für Orchester und Tonband, 1982
- Jeu II für Flöte, Viola und Tonband, 1985
- Images für Bläserquintett, 1986
- Jeu III für Viola und Tonband, 1987
- The Dissipation of Purely Sound, Rundfunkoper für Tonband, 1988
- Accordion Play für Akkordeon und zwei Schlagzeuge, 1989
- Hemispherics für Trompete, Posaune, Klavier oder Synthesizer, Gitarre, zwei Schlagzeuge, Viola, Cello und Kontrabass, 1990
- Jeu IV (Mozart) für Klavier, Flöte, Klarinette, Trompete, Posaune, Horn, Streichquintett und Tonband, 1991
- Evocations: Images of Canada für elektroakustische Instrumente, 1991
- Amplified String Quartet für Streichquartett und Tonband, 1992
- Face à Face für zwei verstärkte Bassflöten und Schlagzeug, 1994